# Bogovići (Malinska-Dubašnica)
Pour les articles homonymes, voir Bogovići.
Bogovići est une localité de Croatie située sur l'île de Krk et dans la municipalité de Malinska-Dubašnica, comitat de Primorje-Gorski Kotar. En 2001, la localité comptait 163 habitants.

## Démographie
| 1948 | 1953 | 1961 | 1971 | 1981 | 1991 | 2001 |
| ---- | ---- | ---- | ---- | ---- | ---- | ---- |
| 144  | 141  | 137  | 110  | 107  | 173  | 163  |